# تشارلز آموس
تشارلز آموس (بالإنجليزية: Charles Amos)‏ (مواليد 14 مارس 1945) هو ملاكم غياني، مثّل بلاده في الألعاب الأولمبية الصيفية 1968.

## روابط خارجية
تشارلز آموس على موقع بوكس ريك (الإنجليزية) (registration required)
- تشارلز آموس على موقع أوليمبيديا (الإنجليزية)